# Andrena abbreviata
Andrena abbreviata är en biart som beskrevs av Dours 1873. Andrena abbreviata ingår i släktet sandbin, och familjen grävbin. Inga underarter finns listade i Catalogue of Life.